# Tagagiri Tama Jaya
Tagagiri Tama Jaya is een bestuurslaag in het regentschap Indragiri Hilir van de provincie Riau, Indonesië. Tagagiri Tama Jaya telt 698 inwoners (volkstelling 2010).